# Pieprzojad szmaragdowy
Pieprzojad szmaragdowy (Aulacorhynchus prasinus) – gatunek średniej wielkości ptaka z rodziny tukanowatych (Ramphastidae). Występuje na obszarach górskich i podgórskich od Meksyku do skrajnie północno-zachodniej Kolumbii. Nie jest zagrożony.

## Systematyka i zasięg występowania
Systematyka gatunku nadal jest kwestią sporną. Dawniej wyróżniano kilkanaście podgatunków A. prasinus występujących od Meksyku po Peru, Boliwię i zachodnią Brazylię. Na początku XXI w. na podstawie dowodów morfologicznych i genetycznych takson ten został podzielony, w zależności od ujęcia systematycznego, na od 2 do 6 oddzielnych gatunków. Obecnie wyróżnia się 4 lub 7 podgatunków A. prasinus. Poniższa lista prezentuje 7 podgatunków podzielonych na grupy według Clements Checklist of Birds of the World (to ujęcie systematyczne wspierają autorzy Kompletnej listy ptaków świata):
- A. p. wagleri (J.H. Sturm & J.W. Sturm, 1841) – pieprzojad białobrody – południowo-zachodni Meksyk; przez część autorów podnoszony do rangi gatunku[2][7]
- grupa prasinus (w wąskim ujęciu systematycznym tylko ta grupa uznawana jest za A. prasinus)
  - A. p. warneri Winker, 2000 – południowo-wschodni Meksyk
  - A. p. prasinus (Gould, 1833) – pieprzojad szmaragdowy – wschodni, południowo-wschodni Meksyk do Belize i północnej Gwatemali
  - A. p. virescens Ridgway, 1912 – wschodnia Gwatemala do Hondurasu i północnej Nikaragui
  - A. p. volcanius Dickey & van Rossem, 1930 – wschodni Salwador
- A. p. caeruleogularis Gould, 1853 – pieprzojad niebieskogardły – Kostaryka do zachodniej Panamy
- A. p. cognatus Nelson, 1912 – pieprzojad panamski – wschodnia Panama i przyległy obszar w północno-zachodniej Kolumbiii

Te dwa ostatnie taksony bywają wydzielane od osobnego gatunku Aulacorhynchus caeruleogularis (pieprzojad niebieskogardły).
Pozostałe podgatunki z dawniej zaliczanych do A. prasinus autorzy Clements Checklist of Birds of the World i Kompletnej listy ptaków świata wydzielają do odrębnego gatunku o nazwie pieprzojad zielony (Aulacorhynchus albivitta), inni grupują je w dwa, a nawet trzy odrębne gatunki.

## Cechy gatunku
Podobnie jak inne tukany, pieprzojad szmaragdowy jest jasno ubarwiony i ma duży dziób. Osobniki dorosłe mają 30–35 cm długości i 180 g masy. Płcie nie różnią się wyglądem, chociaż samice zwykle są mniejsze i mają krótsze dzioby. Przeważnie są zielono upierzone, podobnie jak inni przedstawiciele rodzaju Aulacorhynchus. Podogonie i końcówka ogona są rude. Mają poza tym czarny dziób z żółtymi plamami na górnej szczęce (ich rozmiar decyduje o konkretnym podgatunku) i u wszystkich, prócz podgatunku nominatywnego prasinus i wagleri, zaznacza się biały prążek u podstawy dzioba. Osobniki z podgatunku caeruleogularis mają rudą cętkę przy podstawie górnej szczęki, podczas gdy u niektórych pieprzojadów z podgatunku albivitta taka plamka występuje przy nasadzie dolnej szczęki. Podgardle jest ubarwione na biało u podgatunku nominatywnego i wagleri, na niebiesko u caeruleogularis oraz cognatus, na jasny szaroniebieski kolor u lautus, na niebiesko lub czarno u atrogularis, a na biało lub szaroniebiesko w podgatunku albivitta. Pierścień wokół oka przybiera barwę od niebieskiej po czerwoną, a u niektórych podgatunków jest bardzo ciemny, który z daleka może wyglądać na czarny. Nogi są matowo szare, podobnie jak barwa tęczówki.
Osobniki młodociane mają bardziej stłumione barwy, łącznie z podgardlem, a zależnie od podgatunku czarne plamy na dziobie są zastąpione przez ciemne lub w całości dziób jest żółty.

## Środowisko i zachowanie

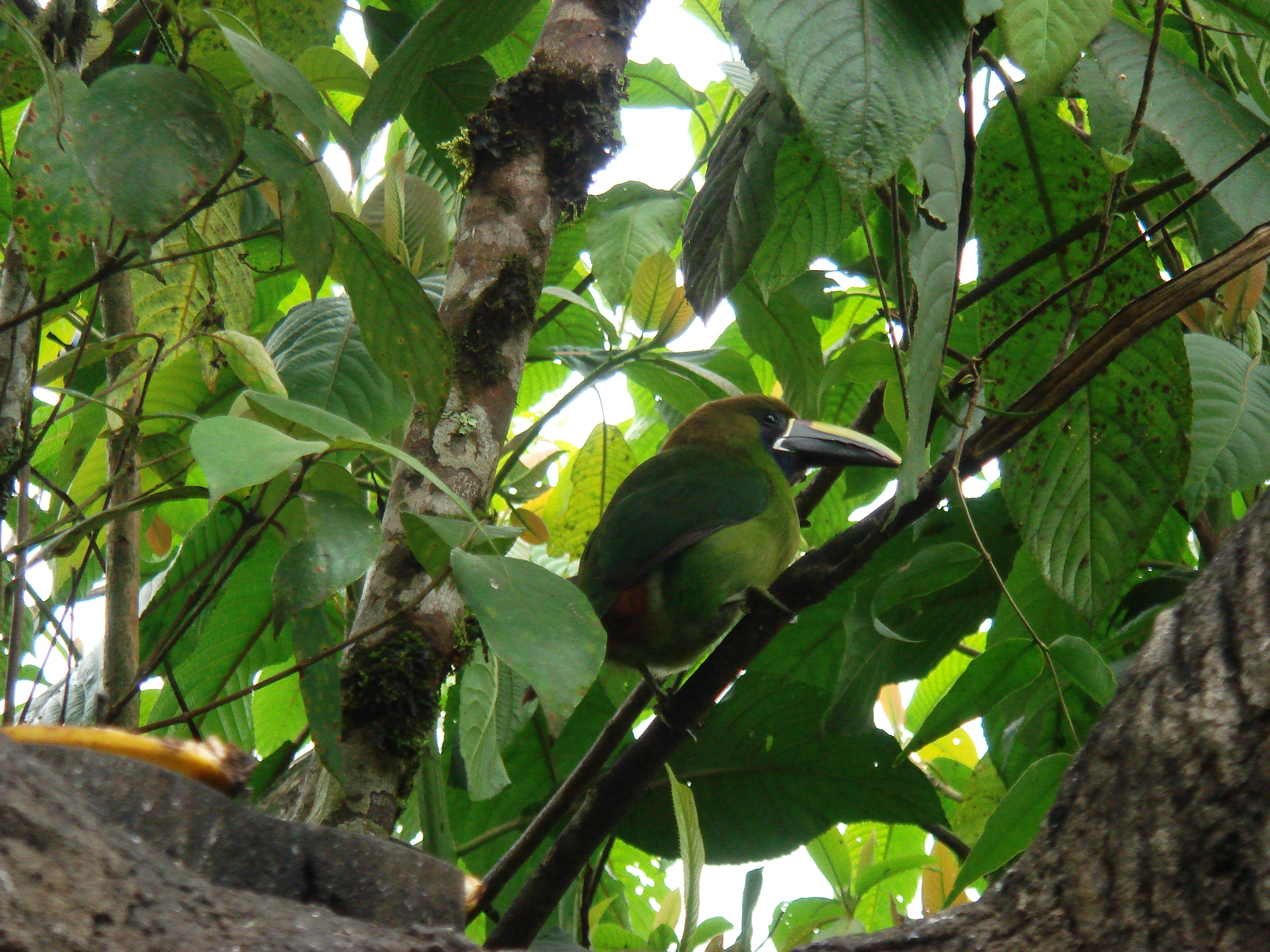
Pomimo jasnego upierzenia pieprzojad szmaragdowy, tak jak ten osobnik w Kostaryce, może być trudny do zauważenia

Pieprzojad szmaragdowy jest pospolitym ptakiem w lasach deszczowych i terenach zalesionych, głównie na wyżej położonych obszarach. 3–4 białe jaja są umieszczane przez samicę w gładkiej szczelinie na drzewie, często w miejscu lęgowiska dzięcioła, ale czasem w naturalnych wnękach. Oboje rodziców wysiaduje jaja przez 14–15 dni, a pisklęta pozostają w gnieździe po wykluciu. Są ślepe i nieopierzone w pierwszych dniach poza jajem. Mają krótkie dzioby i specjalne poduszeczki na palcach stóp, które chronią przed szorstką powierzchnią gniazda. Oboje rodziców karmi swe potomstwo, nawet przez parę tygodni po opuszczaniu przez nie gniazda. W pełni opierzone stają się po 6 tygodniach.
Pieprzojady tworzą małe stada złożone z 5–10 ptaków, które posiadają osobnika-przywódcę, prowadzącego resztę grupy przez las. Ruszają się w nim prostoliniowym, szybkim lotem. To pierwotnie leśny, owocożerny gatunek, który sięga też po owady, jaszczurki, ptasie jaja i inne małe ofiary.
Okrzyki pieprzojada szmaragdowego są głośnym, oschłym „rrip rrip” i „graval”. Badacze zasugerowali, że obie płcie wydają inne odgłosy. Sygnał ostrzegawczy przypomina rechot, oprócz niego ptaki dźwiękiem wyrażają agresję.

## Status i ochrona
Międzynarodowa Unia Ochrony Przyrody (IUCN) stosuje wąskie ujęcie systematyczne według listy ptaków opracowanej przy współpracy BirdLife International z autorami HBW i dzieli ten takson na trzy gatunki; zalicza je (stan w 2021) do kategorii najmniejszej troski (LC – Least Concern), a trend ich liczebności uznaje za spadkowy ze względu na niszczenie siedlisk.

## Hodowla
Pieprzojad szmaragdowy jest tukanem chętnie trzymanym w domu. Wykazuje przywiązanie do właściciela karmiącego go z ręki i lubi z nim przebywać. Szybko się uczy nowych sztuczek, podobnie jak kakadu. To ptak aktywny, wymagający trzymania w dużej klatce z żerdzią, na której może się obracać do przodu i tyłu. Należy stosować przy karmieniu wysokoowocową dietę, bez której ptak staje się podatny na rozwój chorób związanych z magazynowaniem żelaza, co przypomina hemochromatozę u ludzi.